# John Milton Bernhisel
Bernhisel John Milton (Pensilvania, 23 de junio de 1799 - 28 de septiembre de 1881) fue un médico estadounidense, político y uno de los primeros miembros de La Iglesia de Jesucristo de los Santos de los Últimos Días. Era un amigo cercano y compañero de Joseph Smith y Brigham Young. Fue el representante del Territorio de Utah en la Cámara de Representantes de Estados Unidos (1851-1859) y ha actuado como miembro del llamado Consejo de los Cincuenta de la Iglesia SUD.

## Actividad religiosa
Bernhisel nació en Sandy Hill, Tyrone Township, cerca de Harrisburg, Pensilvania. Se graduó en medicina por la Universidad de Pensilvania en Filadelfia, y comenzó a ejercer medicina en la ciudad de Nueva York, Estado de Nueva York. Después afiliarse al Movimiento de los Santos de los Últimos Días, se trasladó a Nauvoo, Illinois en 1843. El Dr Bernhisel sirvió como médico personal del máximo líder de Mormón, y aún llegó a vivir en su casa. Fue el médico en los alumbramientos de algunos de los hijos de Smith. 
En junio de 1844 John Bernhisel acompañó a José Smith a la Cárcel de Carthage y pasó algún tiempo con los hermanos Smith y los demás compañeros, pero no estuvo presente en el momento de la muerte de los Smith. 
Después de la muerte de José Smith, Jr, Bernhisel se trasladó al oeste con la mayoría de los miembros de la iglesia mormona. Se instaló en Salt Lake City, Utah en 1848 y continuó ejerciendo la medicina. 

## Actividad política
Bernhisel fue seleccionado por los jóvenes para representar los intereses de los Santos de los Últimos Días ante el Congreso cuando los nuevos colonos empezaron a considerar una solicitud de la condición de Estado con el nombre de Deseret. Fue elegido para la trigésima segunda y a los tres sucesivos Congresos (4 de marzo de 1851-3 de marzo de 1859). Tras regresar brevemente a su práctica médica, él también corrió y sirvió en el trigésimo séptimo Congreso (4 de marzo de 1861-3 de marzo de 1863). Bernhisel sirvió también como regente de la Universidad de Utah. 
Fue soltero hasta sus 46 años (marzo de 1845) cuando se casó con Julia Ann Haight, la viuda de William Van Orden y madre de cinco hijos. La pareja tuvo un hijo, también llamado Juan Milton Bernhisel (nacido en 1846). 

## Matrimonios
Los historiadores difieren en si el Dr. Bernhisel llegó a practicar la poligamia. Según los registros públicos de los SUD, tuvo solo dos esposas, y de su matrimonio con Elizabeth Barker, la única adicional con quien tuvo hijos (un varón, William H Bernhisel, nació en 1849 en Utah, y pueden haber habido tantos como otros cinco niños con Elizabeth Barker). También se asoció con Malissa Lott de 1846 a 1849. En 1850 se separó o divorció de Julia Ann Haight, quien vivían en el Condado de Davis.